# لک‌لک مردارخوار

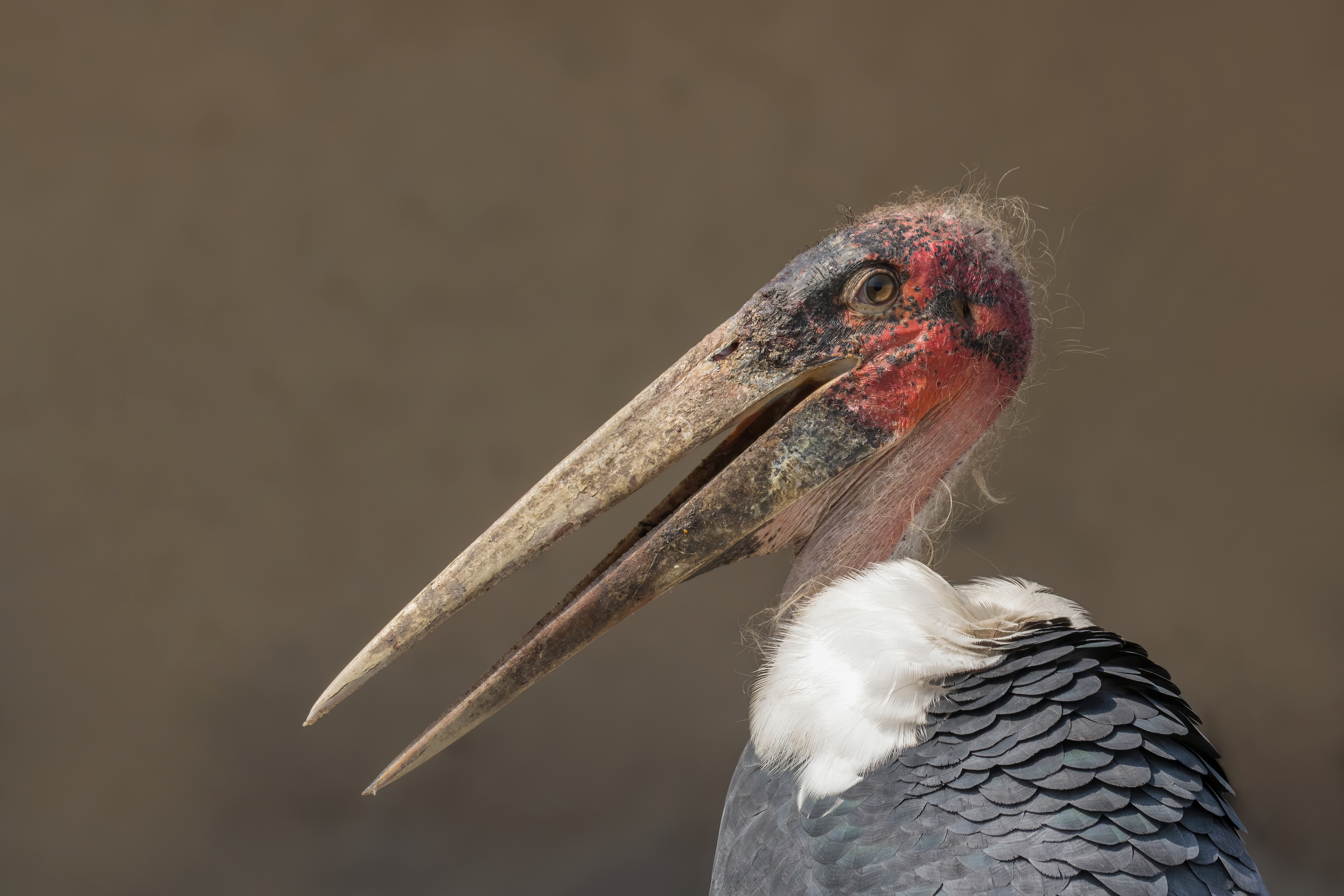
نگاره‌ای از بالاتنهٔ یک لک‌لک مردارخوار در پارک ملی ملکه الیزابت، اوگاندا.

لک‌لک مردارخوار یا لک‌لک مارابو (نام علمی: Leptoptilos crumeniferus) نام یک گونه از سرده لک‌لک‌های گرمسیری است. بسیاری از مردم این پرنده را زشت‌ترین پرنده دنیا می‌دانند. لک‌لک‌های مارابو سر و گردن بی‌موی صورتی رنگ دارند، غبغب بی‌پر که دارای توانایی بادکردن هست تنها از زیر نوک آویزان است. نوک گوه‌مانند و بدن بزرگ با رنگ تیره‌ای دارد.